# St. Eligius (Saarbrücken-Burbach)

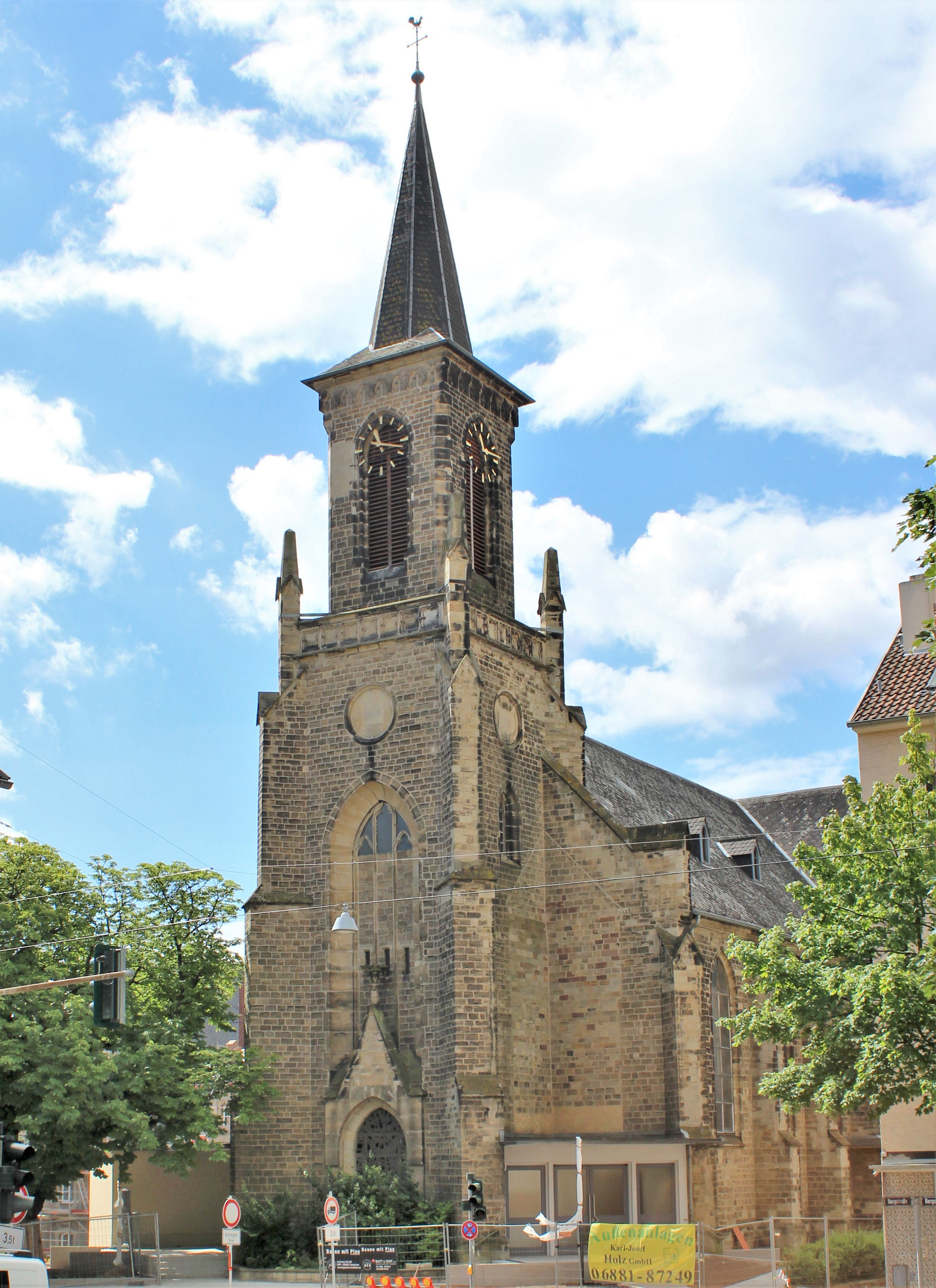
Burbach, St. Eligius, Turmfassade

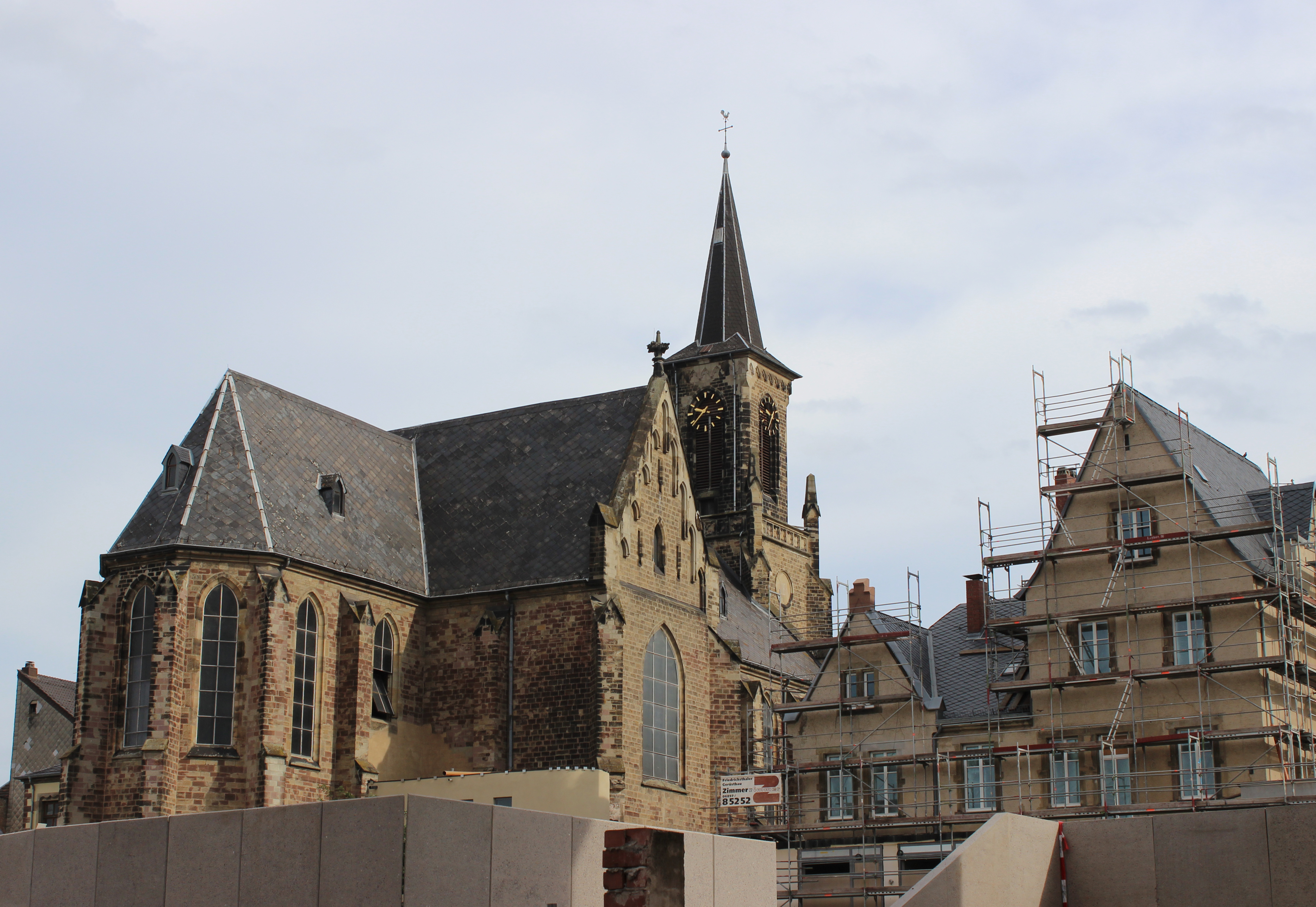
Burbach, St. Eligius, Choransicht mit Pfarrhaus

Die katholische Kirche St. Eligius ist die Pfarrkirche der Pfarrei Saarbrücken St. Eligius im Dekanat Saarbrücken des Bistums Trier und steht in der Bergstraße im Saarbrücker Stadtteil Burbach. Sie trägt das Patrozinium des heiligen Eligius, des Schutzpatrons der Metallarbeiter und Bergleute, und nimmt so Bezug zur von Bergbau und Hüttenbetrieb geprägten Geschichte Burbachs. Die Kirche ist dem Bistum Trier zugeordnet. Patroziniumstag der Kirche ist der 1. Dezember.

## Geschichte

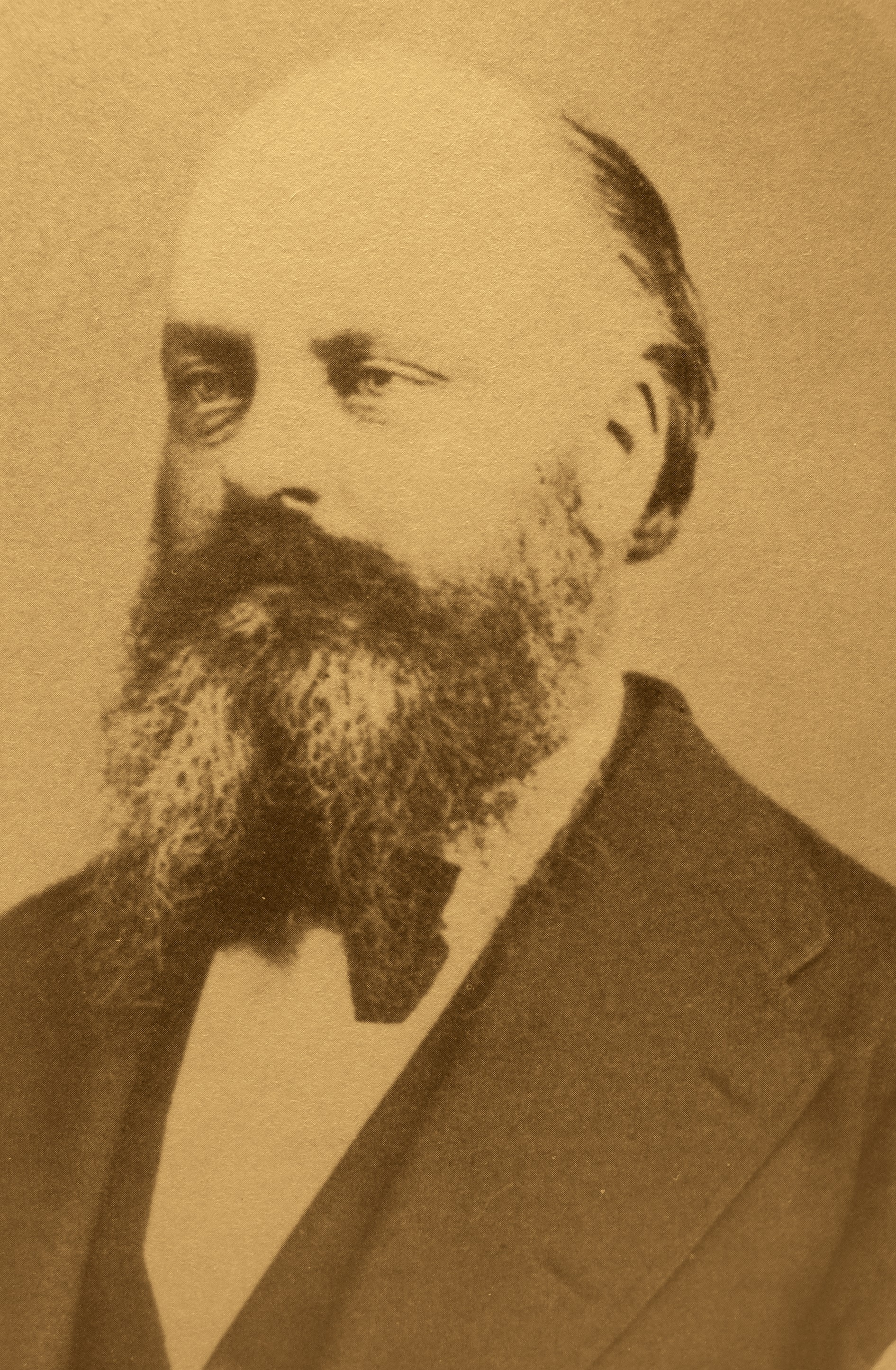
Carl Friedrich Müller (* 14. Juni 1833 in Hersfeld; † 1. August 1889 ebd.), Kreisbaumeister des Landkreises Saarlouis, Architekt der St.-Eligius-Kirche in Burbach, Aufnahme aus dem Jahr 1870

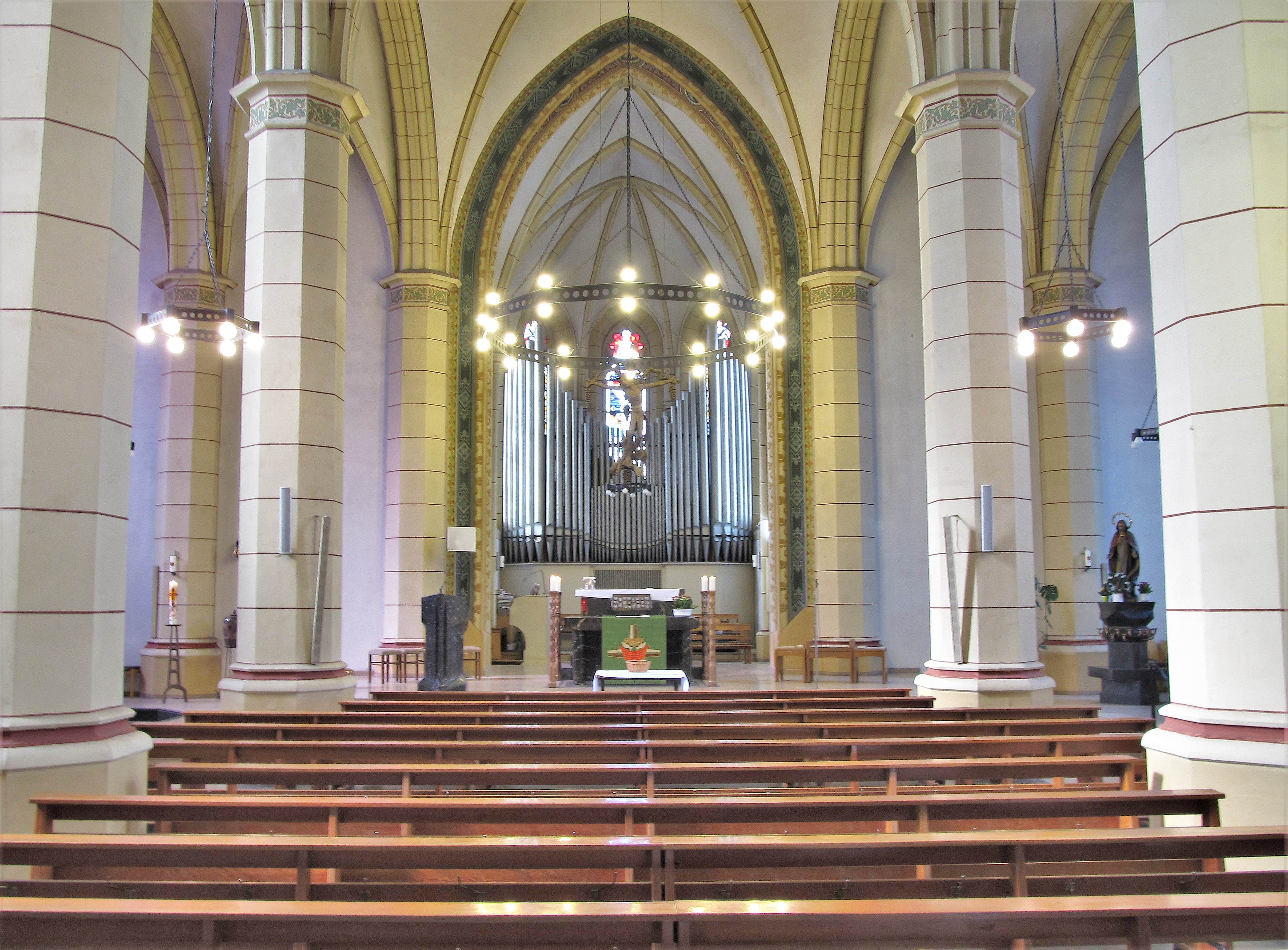
Ansicht des Kircheninneren mit Blick zur Apsis mit Orgel (bis 2023)

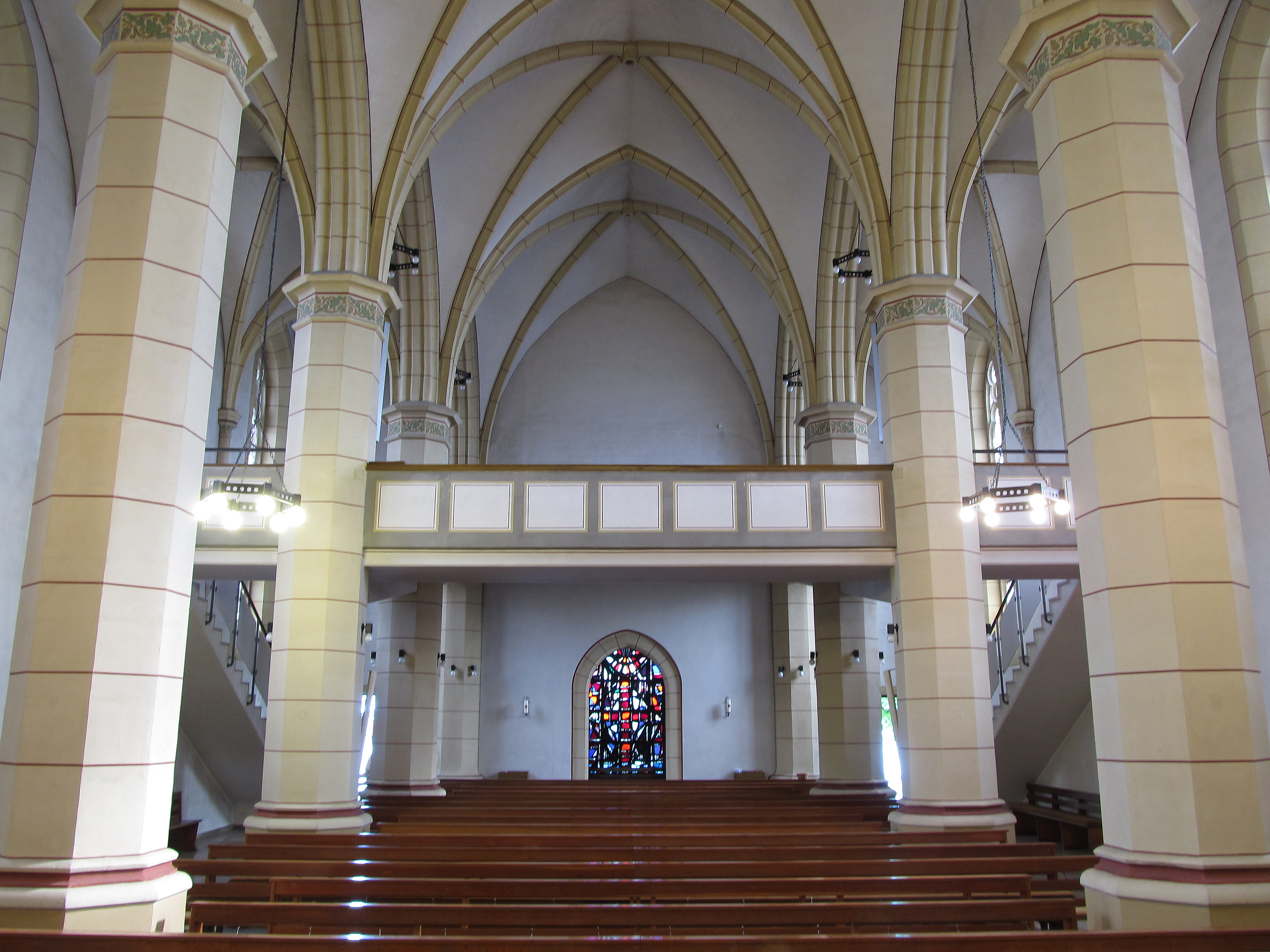
Ansicht des Kircheninneren mit Blick zur leeren Empore (bis 2023)

Die Kirche wurde in den Jahren 1868–70 und 1871–73 durch den Saarlouiser Baumeister Carl Friedrich Müller unter der örtlichen Bauleitung von Hugo Dihm (Saarbrücken) und dessen technischem Bauaufseher und Stellvertreter Bauinspektor Lieber sowie Julius Garisch von Culmberger errichtet. Am 23. Mai 1869 wurde der Grundstein feierlich gelegt. Die Bautätigkeit musste durch den Deutsch-Französischen Krieg unterbrochen werden.
Während der Bauarbeiten nahmen Dihm und Lieber Änderungen am ursprünglichen Plan Müllers vor. Dabei konstruierte Dihm zunächst den Glockenstuhl falsch, sodass dieser wieder umgebaut werden musste.
Im Sommer 1873 war die Eligiuskirche fertiggestellt worden. Sie konnte aber nicht direkt eingeweiht werden, da der Trierer Bischof Matthias Eberhard keinen Pfarrer benannt hatte. Nach den kurz zuvor verkündeten Maigesetzen von 1873 hätte das Bistum den preußischen Behörden einen Kandidaten vorschlagen müssen, der dann von der Regierung auf seine Zuverlässigkeit und Qualifikation geprüft worden wäre. Da die deutschen Bischöfe dieses Verfahren als Unterwerfung der katholischen Kirche unter die antikatholische Politik Otto von Bismarcks ablehnten, konnte die Burbacher Pfarrstelle nicht besetzt werden. Als im Juni 1873 wichtige katholische Honoratioren Burbachs die Einwohner zum Widerstand gegen die Religionspolitik Bismarcks aufriefen, eskalierte die Situation. Einer der Hauptinitiatoren wurde von den Behörden in Saarbrücken zu drei Wochen Haft und 100 Talern Geldstrafe verurteilt. Die reichstreuen liberalen Zeitungen Saarbrückens verurteilten den Widerstand der Burbacher Katholiken einhellig und bezeichneten diese als „Reichsfeinde“ und „Dunkelmänner“, wobei man sich auf die Dunkelmännerbriefe des 16. Jahrhunderts bezog.
Als am 28. Oktober 1874 die Eligiuskirche in Burbach durch den Trierer Weihbischof Johann Jakob Kraft schließlich konsekriert werden konnte, wurde dies von den Katholiken Burbachs wie ein Sieg gefeiert. Die katholischen Häuser waren festlich geschmückt. Man hatte Bilder von Heiligen und von Papst Pius IX. aufgestellt. Ebenso hatte man ein Transparent mit einer provokanten Inschrift enthüllt, die sich auf das jesuanische Felsenwort (Mt 16,18 ) bezog: „Ob wutentbrannt die Hölle zum Kampfe zieht, ob Bosheit, Lug und Trug die Stimme hebt, ob Sturm und Woge an den Felsen schlägt, der neunte Pius steht und wanket nicht.“
Die staatlichen Behörden, die versucht hatten, die Einweihung von St. Eligius zu verhindern, blieben demonstrativ den Feierlichkeiten fern. Erst als sich die Streitigkeiten des Kulturkampfes gemildert hatten, erhielt St. Eligius – 10 Jahre nach der Einweihung – einen ersten Pfarrer. Im Jahr 1892 entstand das „Katholische Vereinshaus Burbach“, das sich zu einem wichtigen Gemeindehaus entwickelte und als Treffpunkt der katholischen Vereine Burbachs (Arbeiterverein, Jünglingsverein, Jungfrauenkongregation, Rosenkranzverein) fungierte. Die katholischen Vereine sollten die konfessionelle und soziale Identität bewahren helfen. Allerdings wurden zahlreiche katholische Beamte von ihren Vorgesetzten gedrängt, sich von solchen Aktivitäten fernzuhalten.
Die Errichtung der Pfarrei St. Eligius erfolgte am 8. Mai 1885.
In den Jahren 1890 und 1914 mussten Restaurierungsmaßnahmen, speziell am Turm, eingeleitet werden. Bei der Behebung von Kriegsschäden kam es im Jahr 1950 zu erweiternden Baumaßnahmen durch den
Trierer Architekten Heinrich Schneider. In den Jahren 1958–1960 wurde die Kirche ebenfalls umgebaut: Der Innenraum wurde umgestaltet und die Kirche erhielt eine größere Marienkapelle. Leiter der Umgestaltungsmaßnahmen war der Trierer Architekt Fritz Thoma.
Zum 1. Oktober 2004 errichtete der damalige Trierer Bischof Reinhard Marx die Pfarrei und Kirchengemeinde Saarbrücken St. Eligius, in der die bisherigen Burbacher Kirchengemeinden St. Eligius, Herz Jesu und St. Helena zusammengeführt und vereinigt wurden.
Im April 2014 wurde südlich der Kirche ein neu angelegter und öffentlich zugänglicher Garten eröffnet. Gleichzeitig wurde ein neues Pfarrheim eingeweiht.

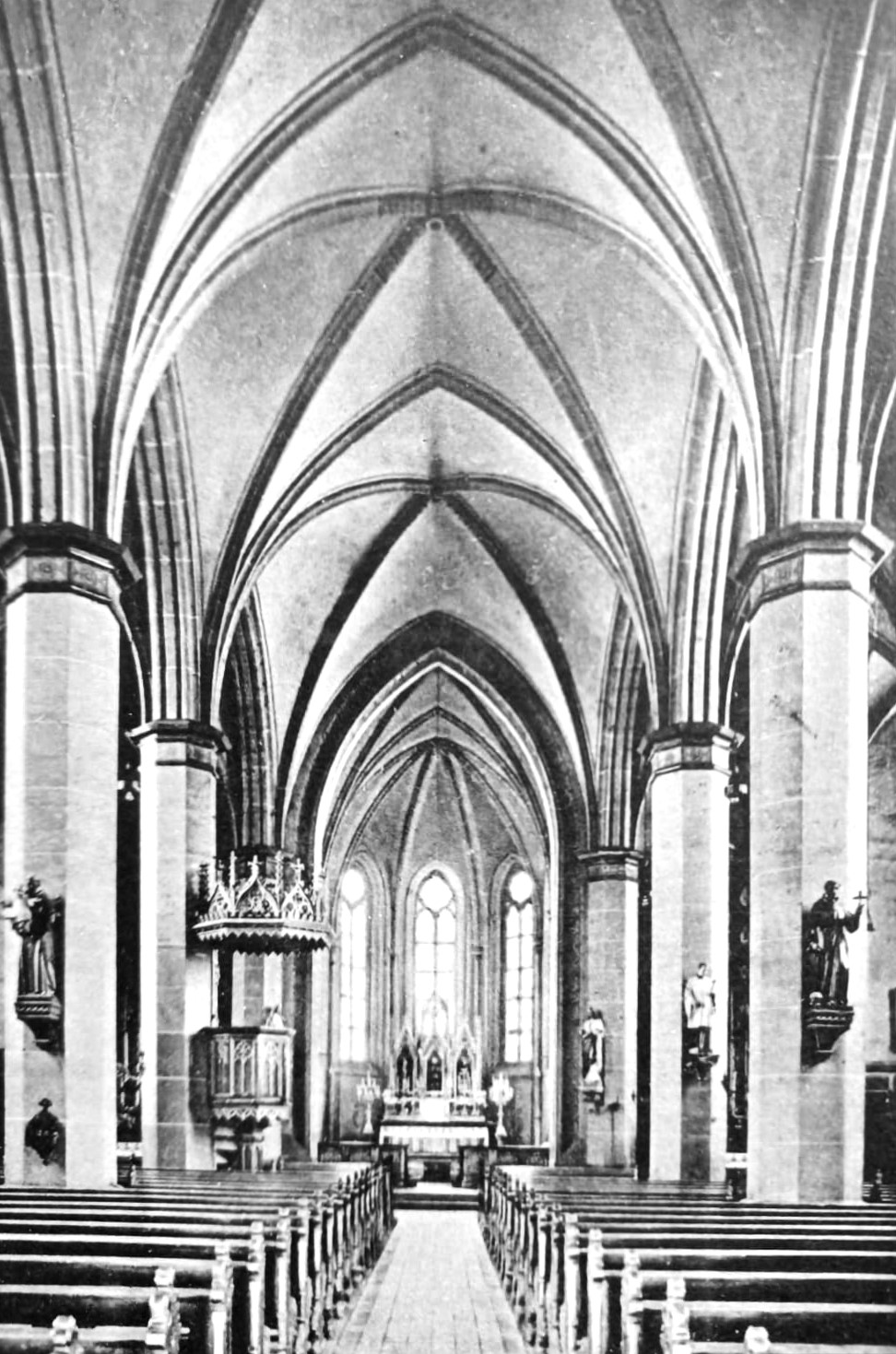
Kircheninneres vor dem Umbau 1959
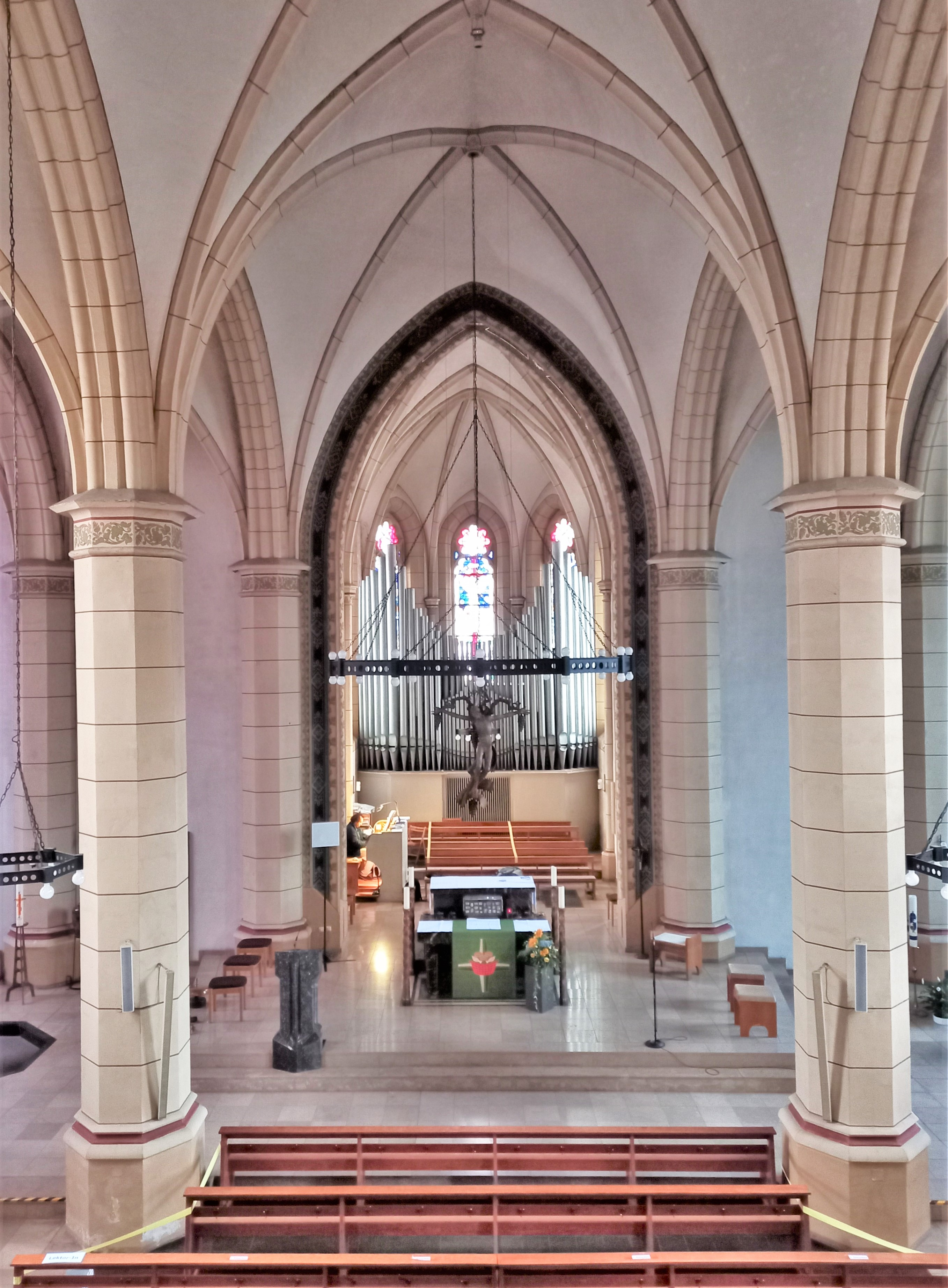
Kircheninneres mit Orgel in der Apsis (1961–2023)
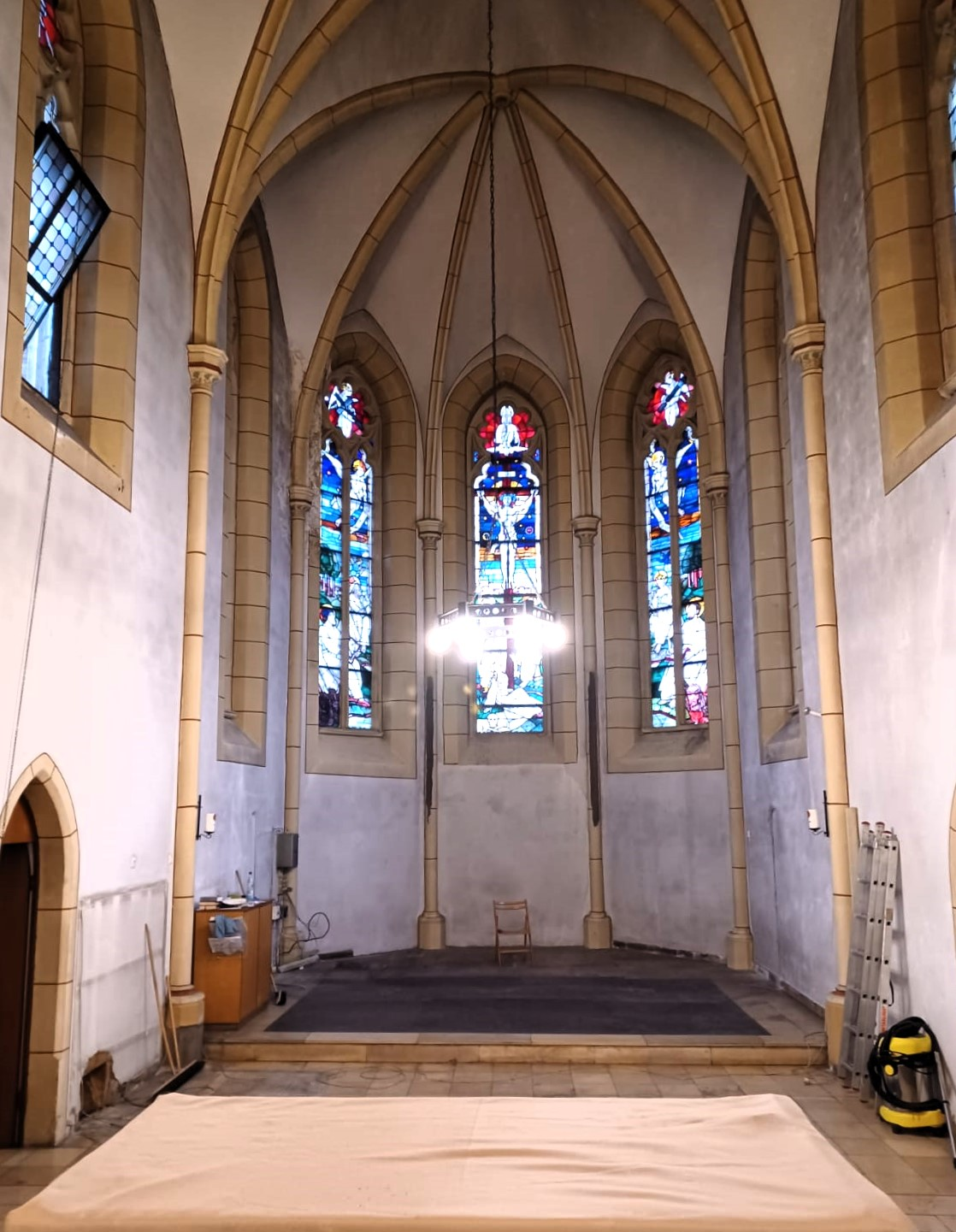
Die Apsis nach Abbau der Weise-Orgel 2023

## Architektur
Das Kirchengebäude wurde als neogotischer Neubau errichtet. Es handelt sich um eine dreischiffige Hallenkirche, die von Nord nach Süd eine Gliederung in Kirchturm mit Spitzhelm, Langhaus, Querhaus und fünfseitig polygonal abschließendem Chor aufweist.

### Äußeres
Die neogotische Hallenkirche verfügt über ein dreischiffiges Langhaus, das in vier Joche eingeteilt ist. An das ausladende Querschiff schließt sich ein Chorjoch und ein dreiseitiger Chorschluss an. Der dem Langhaus vorgestellte Kirchturm ist mit übereck gestellten Strebepfeilern in den beiden unteren Geschossen versehen. Über dem gestuften Spitzbogenportal des ursprünglichen Eingangs öffnet sich ein großes Spitzbogenfenster. Das Glockengeschoss des Turmes öffnet sich in großen, ebenfalls spitzbogigen Schallöffnungen. Es ist hinter einer mit Blendpässen verzierten Brüstung mit Eckfialen zurückgesetzt gestaltet. Ein Spitzbogenfries leitet zum Turmdach über, das in einem oktogonalen Knickhelm endet. Das Äußere der Kirche ist sparsam mit neogotischen Elementen gestaltet. Nur die Querschiffgiebel sind mit steigenden Spitzbogenfriesen und Kreuzblumenabschlüssen reicher geschmückt.

### Inneres
Das Kircheninnere ist durch hohe und weite spitzbogige Pfeilerarkaden gegliedert, die sich zu den schmaleren Seitenschiffen öffnen. Die schmucklosen Pfeiler sind in Schaft- und Kämpferzone achteckig gestaltet. Die Scheidbögen sind kräftig profiliert: eine Mittelrippe wird von Rundstäben flankiert. Die einzelnen Joche weisen eine sechsteilige Wölbung auf. Die Diagonalen werden durch vierteilige scharfkantige Birnstabrippen hervorgehoben. In der Mittelachse des Gewölbes stoßen die Kappen wie bei einer Spitztonne im Scheitel aufeinander. Rippen und Gurtbögen habenden den gleichen Querschnitt. In den Seitenschiffen nehmen schlanke Runddienste die Rippen und Gurtbögen auf. Die Fenstergewände der Querschiffe sind abgefast.
Der Chorraum öffnet sich in der Breite des Mittelschiffes und wird nur durch den Triumphbogen leicht verengt. Die Gewände des Triumphbogens sind stark gekehlt. Das konkave Halbrund ist von Birnstäben begleitet.

### Ausstattung
Die Glasfenster gestaltete im Jahr 1954 der ungarisch-deutsche Architekt und Kirchenfenstermaler György Lehoczky (Saarbrücken). Der Saarbrücker Bildhauer und Maler Ernst Alt gestaltete das Altarkreuz. Der Altar wurde im Jahr 1960 aufgestellt und steht als zeithistorisches Dokument unter Denkmalschutz.

## Orgeln

### Ehemalige Koulen-Orgel (1896–1959)

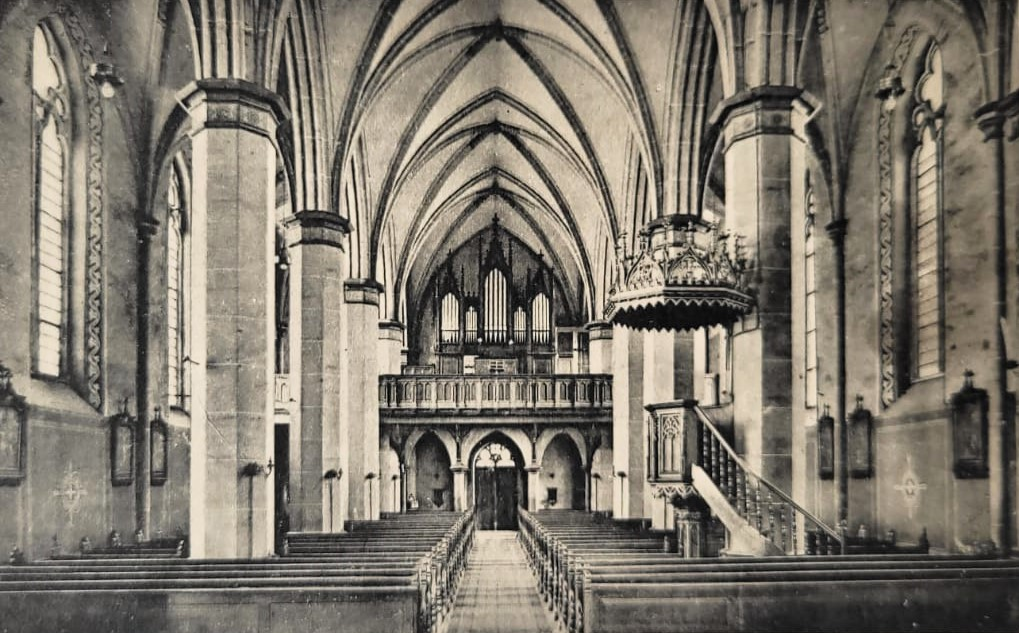
Historische Ansicht des Kircheninneren mit Blick zur ehemaligen Koulen-Orgel von 1896

Die erste Orgel der Eligiuskirche war 1896 durch die Orgelbaufirma Heinrich Koulen & Sohn auf der Empore errichtet worden. Dieses Instrument verfügte über 20 Register und tat seinen Dienst bis zum Umbau der Kirche 1959. Zahlreiche Teile des Instrumentes wurden im Neubau der Firma Weise 1961 wiederverwendet.
| I Hauptwerk C-f3 |           |       |
| 1.               | Bourdon   | 16′   |
| 2.               | Principal | 8′    |
| 3.               | Flöte     | 8′    |
| 4.               | Gedeckt   | 8′    |
| 5.               | Gamba     | 8′    |
| 6.               | Dolce     | 8′    |
| 7.               | Oktav     | 4′    |
| 8.               | Flöte     | 4′    |
| 9.               | Mixtur IV | 2 ⁄3′ |
| 10.              | Trompete  | 8′    |

| II Schwellwerk C-f3 |                 |    |
| 11.                 | Geigenprincipal | 8′ |
| 12.                 | Gedeckt         | 8′ |
| 13.                 | Salicional      | 8′ |
| 14.                 | Celeste         | 8′ |
| 15.                 | Traversflöte    | 4′ |
| 16.                 | Piccolo         | 2′ |

| Pedal C-d1 |           |     |
| 17.        | Violon    | 16′ |
| 18.        | Subbass   | 16′ |
| 19.        | Bassflöte | 8′  |
| 20.        | Tuba      | 16′ |

- Koppeln: Normalkoppeln, diverse Oktavkoppeln
- Spielhilfen: feste Kombinationen, Registercrescendo …

### Weise-Orgel (seit 1961)

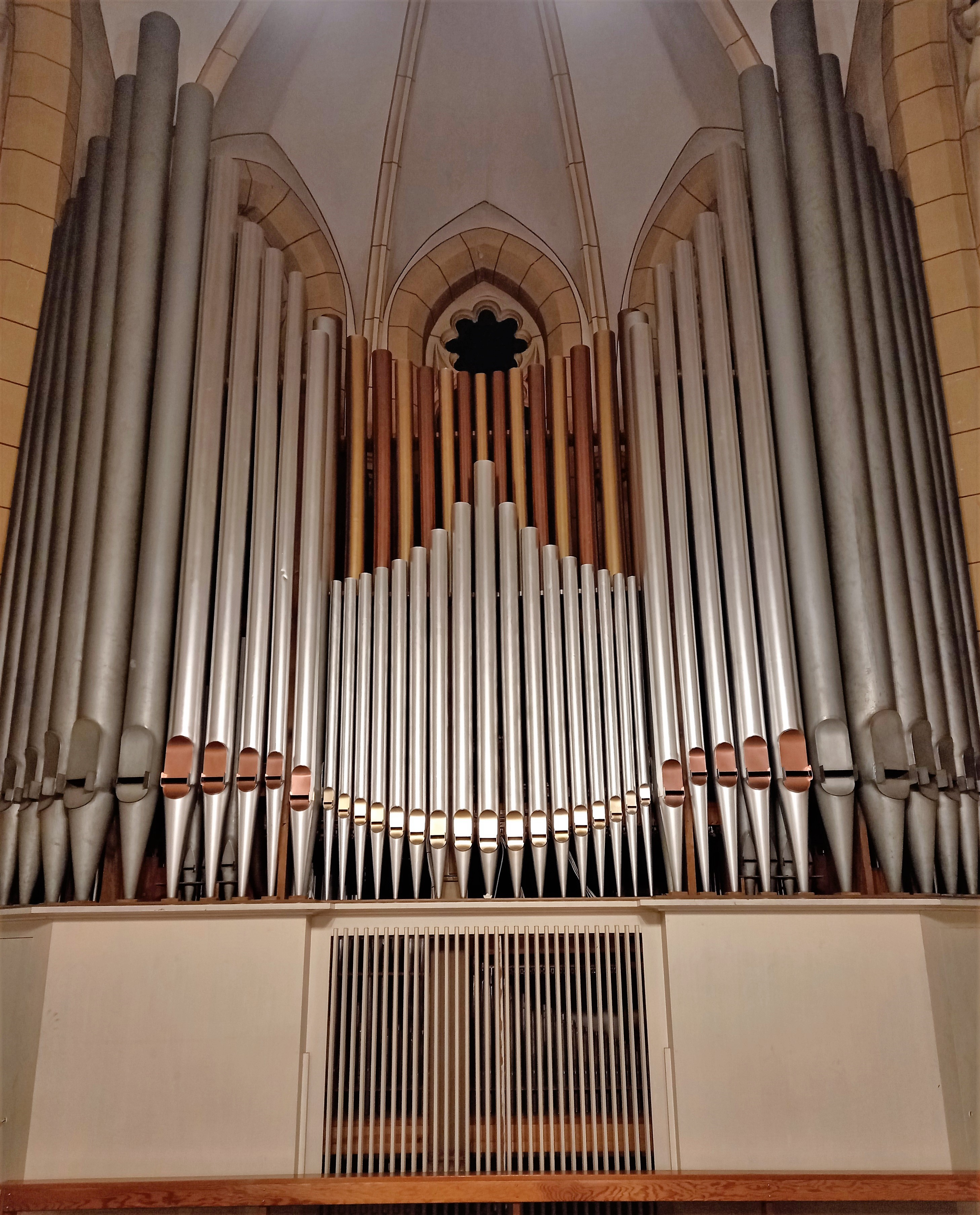
Prospekt der Weise-Orgel in der Apsis (bis August 2023)

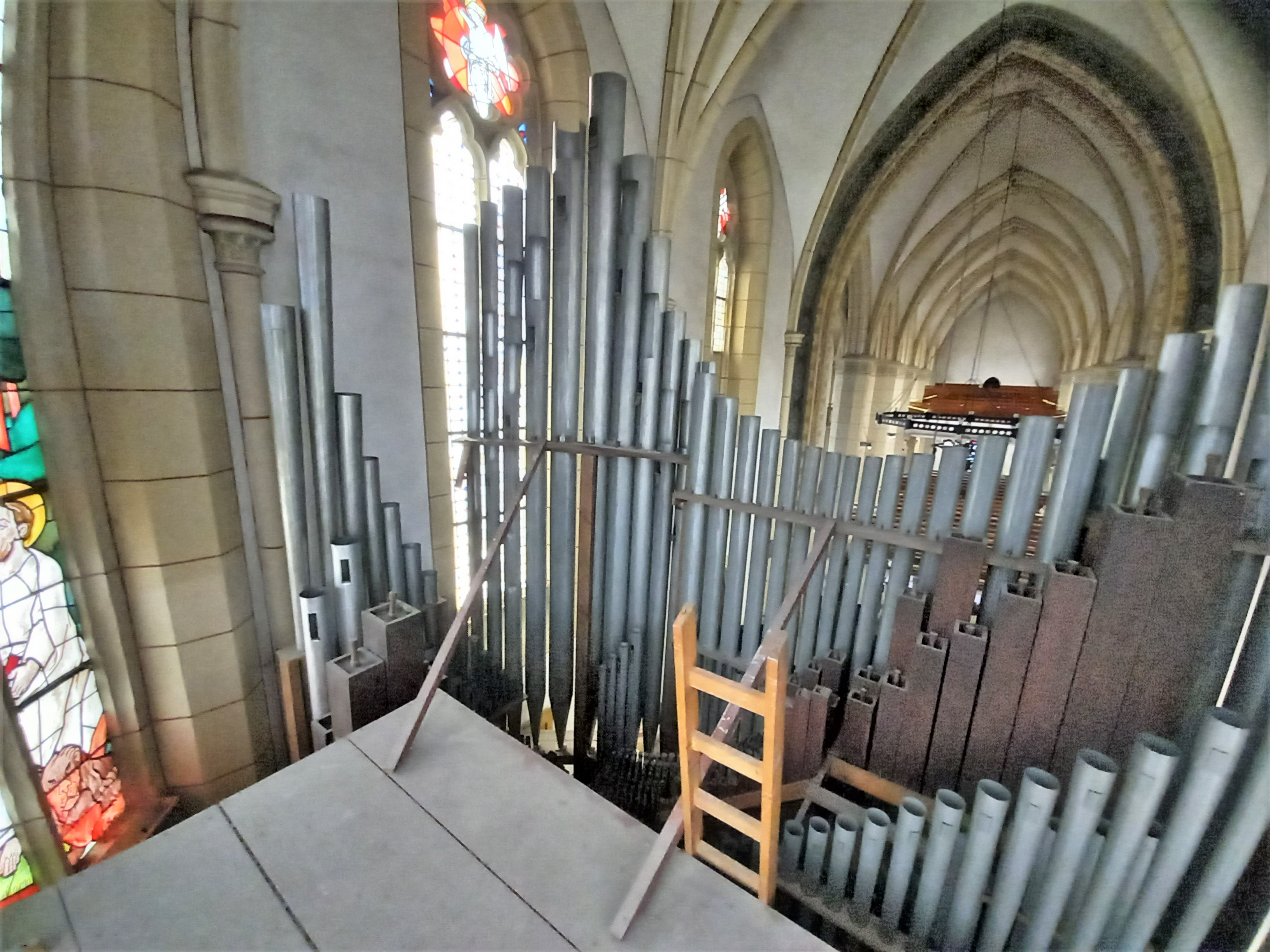
Orgelinneres

Die Orgel der Kirche wurde 1961 durch Michael Weise (Plattling) erbaut. Das Kegel- und Taschenladen-Instrument mit Freipfeifenprospekt verfügt über 34 Register, verteilt auf drei Manuale und Pedal und ist im Chorraum hinter dem Altar aufgestellt. Die Spiel- und Registertraktur ist elektropneumatisch.
Im August 2023 wurde die Weise-Orgel im Rahmen einer Renovierungsmaßnahme abgebaut. Sie wird bis 2026 nach einer Dispositionsänderung und Erweiterung um drei Register durch die Firma Mayer auf die große Empore der Kirche umgesetzt. Die bisherige sowie die zukünftige Disposition lauten wie folgt:

#### Disposition bis 2023
| I Positiv C–g3 |            |       |
| 1.             | Gedackt    | 8′    |
| 2.             | Prinzipal  | 4′    |
| 3.             | Quintade   | 4′    |
| 4.             | Blockflöte | 2′    |
| 5.             | Sifflöte   | 1 ⁄3′ |
| 6.             | Cimbel III | 1⁄2′  |
| 7.             | Musette    | 8′    |

| II Hauptwerk C–g3 |           |       |
| 8.                | Gedackt   | 16′   |
| 9.                | Prinzipal | 8′    |
| 10.               | Holzflöte | 8′    |
| 11.               | Oktav     | 4′    |
| 12.               | Rohrflöte | 4′    |
| 13.               | Quinte    | 2 ⁄3′ |
| 14.               | Oktav     | 2′    |
| 15.               | Mixtur V  | 1 ⁄3′ |
| 16.               | Trompete  | 8′    |

| III Schwellwerk C–g3 |            |        |
| 17.                  | Gedackt    | 8′     |
| 18.                  | Salicional | 8′     |
| 19.                  | Prästant   | 4′     |
| 20.                  | Querflöte  | 4′     |
| 21.                  | Nasard     | 2 ⁄3′  |
| 22.                  | Prinzipal  | 2′     |
| 23.                  | Terzflöte  | 1 3⁄5′ |
| 24.                  | Scharff V  | 1′     |
| 25.                  | Dulcian    | 16′    |
| 26.                  | Schalmei   | 8′     |
|                      | Tremulant  |        |

| Pedal C–f1 |               |       |
| 27.        | Principal     | 16′   |
| 28.        | Subbass       | 16′   |
| 29.        | Oktave        | 8′    |
| 30.        | Bassflöte     | 8′    |
| 31.        | Choralbass    | 4′    |
| 32.        | Feldflöte     | 2′    |
| 33.        | Hintersatz IV | 2 ⁄3′ |
| 34.        | Posaune       | 16′   |

- Koppeln: I/II, III/II, I/P, II/P, III/P, (es existierte keine Koppel III/I!)
- Spielhilfen: 2 freie Kombinationen, 2 freie Pedalkombinationen, Tutti, Crescendowalze
- Anmerkungen:

1. ↑  Die Rohrflöte 4′ wurde in den 1980er/90er Jahren anstelle der ursprünglichen Weidenpfeife 8′ eingebaut.
2. ↑  Nicht überblasend.

#### Disposition ab 2026
| I Positiv C–g3 |                  |       |
| 1.             | Lieblich Gedeckt | 8′    |
| 2.             | Principal        | 4′    |
| 3.             | Rohrflöte        | 4′    |
| 4.             | Schwegel         | 2′    |
| 5.             | Sifflöte         | 1 ⁄3′ |
| 6.             | Cimbel II-III    | 1'    |
| 7.             | Cromorne         | 8′    |
|                | Tremolo          |       |

| II Hauptwerk C–g3 |                |       |
| 8.                | Bourdon        | 16′   |
| 9.                | Principal      | 8′    |
| 10.               | Holzflöte      | 8′    |
| 11.               | Octave         | 4′    |
| 12.               | Querflöte      | 4′    |
| 13.               | Quinte         | 2 ⁄3′ |
| 14.               | Superoctave    | 2′    |
| 15.               | Mixtur IV      | 1 ⁄3′ |
| 16.               | Cornettino III | 2 ⁄3′ |
| 17.               | Trompete       | 8′    |
| 18.               | Musette        | 8′    |

| III Schwellwerk C–g3 |               |        |
| 19.                  | Violprincipal | 8′     |
| 20.                  | Gedecktflöte  | 8′     |
| 20.                  | Salicional    | 8′     |
| 21.                  | Celeste       | 8′     |
| 22.                  | Hornflöte     | 4′     |
| 23.                  | Nasard        | 2 ⁄3′  |
| 24.                  | Piccolo       | 2′     |
| 25.                  | Terz          | 1 3⁄5′ |
| 27.                  | Trompette     | 8′     |
| 28.                  | Hautbois      | 8′     |
|                      | Tremulant     |        |

| Pedal C–f1 |               |         |
|            | Contrabass    | 32′     |
| 29.        | Principalbass | 16′     |
| 30.        | Subbass       | 16′     |
| 31.        | Quintbass     | 10 2⁄3′ |
| 32.        | Octavbass     | 8′      |
| 33.        | Bassflöte     | 8′      |
| 34.        | Choralbass    | 4′      |
| 35.        | Feldflöte     | 2′      |
| 36.        | Posaune       | 16′     |
| 37.        | Fagott        | 8′      |

- Koppeln:
  - Normalkoppeln: II/I, III/I, I/II, III/II, I/P, II/P, III/P
  - Suboktavkoppeln: I/I, III/I, I/II, III/II, III/III
  - Superoktavkoppeln: III/I, III/II, III/III
- Spielhilfen: Setzeranlage, 2 freie Kombinationen, Tutti, Crescendowalze
- Nebenregister: Celesta
- Anmerkungen:

1. 1 2  Seit 2026 überblasend.
2. ↑  Ab g0. Aufgebänkt auf neuer Zusatzlade.
3. 1 2  Auf neuer Zusatzlade.
4. ↑  Ab c0.
5. ↑  Akustische Quintschaltung aus Nr. 29.

## Pfarrer
In der Gemeinde wirkten folgende Pfarrer:
- Heinrich Assenmacher: 1884–1909
- Michael Bengert: 1909–1920
- Michael Kinzinger: 1920–1922
- Nikolaus Schellenbach: 1922–1954
- Heinrich Schmitz: 1954–1981
- Klaus Konstroffer: 1981–2011[18]
- Klaus-Peter Kohler

## Kapläne
In der Gemeinde wirkten folgende Kapläne:
- Paul Junker: 1898–1900
- Theodor Acker: 1899–1902
- Nikolaus Johannes Christ: 1900–1902
- Nikolaus Wiltz: 1902–1906
- Matthias Buchholz: 1902–1903
- Friedrich Wessel: 1903–1906
- Karl Peter Patenburg: 1906–1908
- Lorenz Buhr: 1906–1910
- Michael Schneider: 1906–1910
- Heinrich Chardon: 1908–1911
- Anton Krieger: 1910–1912
- Nikolaus Thiel: 1910–1911
- Otto Veith: 1911–1915
- Peter Schmitt: 1911–1912
- Philipp Maass: 1912–1920
- Josef Knichel: 1912–1913
- Johannes Luxem: 1912–1915
- Hilarius Wilscheid: 1913–1918
- Leo Schilken: 1915–1916
- Jakob Jakoby: 1915–1920
- Ignaz Fuhrmann: 1916–1921
- Andreas Schorr: 1920–1924
- Johannes Wahrheit: 1920–1922
- Christoph Schmitz: 1920–1924
- Jakob Arenz: 1921–1923
- Josef Stinner: 1922–1922
- Otto Euskirchen: 1923–1932
- Clemens Schumann: 1924–1926
- Friedrich Dethier: 1925–1931
- Adolf Hoffmann: 1926–1930
- Nikolaus Schneider: 1930–1936
- Josef Guldner: 1931–1936
- Johannes Wagner: 1933–1935
- Johann Lönard: 1935–1937
- Josef Mörsdorf: 1936–1939
- Josef Strassfeld: 1936–1938
- Josef Weiten: 1937–1937
- Eduard Arens: 1937–1938
- Alois Knichel: 1938–1949
- Karl Stein: 1938–1942
- Theodor Gräf: 1939–1945
- Wilhelm Becker: 1947–1949
- Berthold Hasenfratz: 1949–1955
- Matthias Prinz: 1951–1954
- Alfred Kleinermeilert: 1954–1957
- Heribert Schmitz: 1955–1958
- Franz Scharmann: 1957–1961
- Ernst Haag: 1958–1959
- Christoph Stein: 1959–1961
- Johannes Flöck: 1961–1965
- Gerold Rosenthal: 1963–1967
- Jürgen Middel: 1965–1969
- Werner Becker: 1966–1971
- Herbert Lonquich: 1969–1974
- Alfons Krupp: 1974–1977
- Heinz Günter Schöttler: 1977–1980
- Gerd Kiefer: 1980–1982